# Lightning Bryce
Lightning Bryce er en amerikansk stumfilm fra 1919 af Paul Hurst.

## Medvirkende
- Ann Little som Kate Arnold
- Jack Hoxie som Sky Bryce
- Paul Hurst som Powder Solvang
- Jill Woodward
- Steve Clemente som Zambleau